# می‌پرستم
می پرستم نام یک آلبوم موسیقی اثر  معین، هنرمند ایرانی است که در سبک پاپ و سنتی تهیه شده و دارای ۶ آهنگ است.

## فهرست آهنگ‌ها
می پرستم
| آلبوم می‌پرستم، شرکت ترانه، ۱۳۶۲ |                                              |                  |                  |
| آهنگ                            | ترانه سرا                                    | آهنگساز          | تنظیم            |
| می پرستم                        | معین                                         | کاظم رَزّازان      | کاظم رَزّازان      |
| وقتی سَرت رو شونَمه               | مسعود امینی                                  | معین             | آندرانیک         |
| من باهاتَم                       | علیرضا میبُدی                                 | استاد عماد رام   | کاظم رَزّازان      |
| وقتی که تو رفتی                 | جهانبخش پازوکی                               | جهانبخش پازوکی   | جهانبخش پازوکی   |
| یکی را دوست می‌دارم              | مسعود امینی (آواز ابتدایی ایرج بقایی کرمانی) | معین             | کاظم رَزّازان      |
| مَست                             | رحمان شکوفه پور                              | عارف ابراهیم پور | عارف ابراهیم پور |